# Shabwasing
Shabwasing, jedno od plemena ili manjih plemenskih skupina Chippewa Indijanaca, porodica algonquian, koji su u 19. stoljeću (1851.) živjeli vjerojatno na mičigenskom poluotoku Lower Peninsula (Lower Michigan). Spominje ih Smith u Ind. Aff. Rep. 53, 1851